# Egzaracja
Egzaracja – jeden z trzech procesów erozji glacjalnej (obok detrakcji i detersji), tłumaczony jako zdzieranie. 
Dotyczy utworów nieskonsolidowanych, znajdujących się w podłożu lodowca. Są one deformowane i przesuwane pod wpływem przemieszczającego się lodu, a część przymarza do stopy lodowca i jest włączana w jego obręb. 
Procesy te są obecnie rozpatrywane w ramach glacitektoniki, czyli deformacji podłoża podlodowcowego, które są analogiczne do zjawisk tektonicznych. Do struktur glacitektonicznych należą fałdy, łuski, nasunięcia oraz depresje glacitektoniczne, które są w istocie zagłębieniami egzaracyjnymi.
Efektem kombinacji procesów erozyjnych, detersji, detrakcji i egzaracji (nie tylko samej egzaracji) są m.in. mutony (barańce), misy skalne, rysy lodowcowe i kotły lodowcowe.